# Jānis Akuraters
Jānis Akuraters (13. ledna 1876 okres Jēkabpils – 25. července 1937 Riga) byl lotyšský básník, spisovatel a politik. Byl jedním z iniciátorů založení nezávislého Lotyšska, byl také jedním z účastníků zakládajícího zasedání Lidové rady (Tautas padomes) 17. listopadu 1918 a jedním ze spoluautorů zákona o založení Lotyšska ze dne 18. listopadu 1918. Stal se prvním oceněným Cenou vlasti v oblasti literatury (1937).

## Život
Jānis Akuraters se narodil v obci Dignāja (nyní Ābeļi), v rodině lesníka. Zakladatelem rodu Akuraterů byl voják napoleonské armády, který během války v roce 1812 dezertoval a nadále žil na panství Sala u města Jēkabpils. Navštěvoval základní školu v Birži, poté pokračoval v městské škole v Jēkabpilsu. Absolvoval učitelské zkoušky a pracoval jako učitel v Elkšņi (1898), Irši (1898), Jumurdě (1899–1901) a Iļģuciemsu u Rigy. V roce 1903 odešel studovat do Moskvy, studoval na právnické fakultě. Během studií často navštěvoval moskevské knihovny a muzea.
V roce 1904 se vrátil do Lotyšska. Svou nejznámější báseň „Ar kaujas saucieniem uz lūpām“ věnoval tragickým událostem revoluce roku 1905. Jānis Akuraters byl zatčen celkem třikrát. Leden až červen roku 1905 strávil ve vazbě. V lednu 1906 byl podruhé zatčen a vězněn až do konce června. Akuraters byl potřetí zatčen v bytě lotyšské dekadentní spisovatelky, která tvořila pod pseudonymem Zemgaliešu Biruta, kde na něj tajná policie připravila „léčku“. Zadržen byl až do začátku června 1907, kdy byl deportován do Pskovska. Odtud uprchl do Finska, ale na konci roku 1907 přešel přes Švédsko až do Norska. V Oslu napsal knihu vzpomínek ze svého dětství „Kalpa zēna vasara“.
V roce 1908 se vrátil do Lotyšska. Během první světové války sloužil u Lotyšských střelců, účastnil se Vánočních bitev. V listopadu 1917 byl zvolen do představenstva Lotyšské národní rady ve Valce. V roce 1918 byl zvolen do Lidové rady. Dne 23. září 1919 bylo Akuratersem zřízeno Lotyšské národní divadlo, pracoval tehdy jako vedoucí literárního a divadelního oddělení na lotyšském ministerstvu školství. Později byl ředitelem uměleckého oddělení.
Zemřel 25. července 1937 v Rize. Na adrese jeho posledního bydliště v dnešní ulici Ojāra Vācieša 6A bylo roku 1991 zřízeno Muzeum Jānise Akuraterse.

## Literární činnost
Prvním publikovaným dílem byla báseň „Ziema“ v roce 1895 v časopise „Austrums“. Věnoval se poezii, próze, dramaturgii, žurnalistice i překládání. V jeho poezii převažují romantické prvky, užívá volné textové formy.

### Díla přeložená do češtiny
Degoša sala (1912) - Hořící ostrov (1974), přeložil Vojtěch Gaja
Kalpa zēna vasara (v časopise 1908, kniha 1911) - Čeledínovo léto (1974), přeložil Vojtěch Gaja